# ペトロ岐部
ペトロ 岐部（ペトロ きべ、日本名・本名: 岐部 茂勝（きべ しげかつ）、1587年（天正15年） - 1639年7月4日（寛永16年6月4日））は、安土桃山時代から江戸時代初期にかけてのキリスト教（カトリック）の司祭。ペトロ・カスイ岐部とも呼ばれる。
司祭になるべくローマへ向かう途上、日本人として初めてエルサレムを訪問するなど、近世初頭の日本人の中で最も世界を渡り歩いたため「日本のマルコ・ポーロ」、「世界を歩いたキリシタン」ともいわれる。同時期に日本で殉教した187人の殉教者とともに、「ペトロ岐部と187殉教者」として2008年にカトリック教会の福者に列せられた。

## 生涯

### 生誕
1587年、豊後国国東郡の岐部（現・大分県国東市国見町岐部）で、父・ロマーノ岐部、母・マリア波多の元に生まれる。父・ロマーノ岐部は、豊後国の戦国大名大友氏の重臣で、国東半島北部の岐部を本拠とする豪族岐部氏の一族。母・マリアの実家は、大友氏の重臣波多氏で宇佐神宮の神官をしていた。本拠は国東半島北西部海岸の田福村で宇佐八幡の隣接地域である。

### ローマへ
キリスト教徒の両親の間に生まれたペトロ岐部は、13歳で有馬のセミナリヨに入学した。1606年、イエズス会入会を志して「カスイ」と号した。イエズス会の諸資料において「ペトロ・カスイ岐部」と書かれる。
1614年、江戸幕府によるキリシタン追放令によってマカオへ追放された岐部は、司祭（神父）になるべく同地のコレジオでラテン語と神学を学んだ。しかし、マカオの上長の日本人への偏見から司祭叙階がかなわないことを知ると、独力でローマのイエズス会本部を目指すことを決意し、マンショ小西、ミゲル・ミノエスとともにコレジオを脱出して渡航した。マカオからマラッカ、ゴアへは船で渡り、そこから岐部は1人で陸路インドからペルシャを経てヨーロッパを目指した。ホルムズ、バグダードを経て、日本人としてはじめてエルサレム入りを果たした。ローマにたどりついたのは出発から3年が経った1620年のことであった。
すでにマカオからローマへは「マカオを脱出した日本人がそちらへ向かうが決して相手にしないように」という警告の手紙が送られていたが、ローマでイエズス会士による審査を受けた岐部は、司祭にふさわしい適性と充分な学識を備えていることを認められ、1620年11月15日、サン・ジョバンニ・イン・ラテラノ大聖堂で32歳で司祭に叙階された。さらにローマのイエズス会聖アンドレ修練院で2年間イエズス会士としての養成を受け、リスボンに赴いて同地で誓願を宣立した。1623年、20人のイエズス会士とともに、インドを目指す旅に出る。はるか喜望峰を回り、翌1624年ゴアにたどりついた。

### ふるさとをめざして
岐部は殉教を覚悟して日本への渡航を希望したが、そのころの日本では弾圧が強化され、宣教師の入国は厳禁だったため、司祭を乗せる船がなかった。そのため岐部は日本への足を求めて東南アジア各地をまわった。1630年にマニラから日本に向かう船に乗り込むことに成功。難破しながらも何とか薩摩の坊津（現在の鹿児島県南さつま市坊津町坊）に到着した。日本を出てから16年ぶりの帰国であった。
岐部は潜伏し、激しい迫害と摘発を逃れながら、長崎から東北へ向かいつつ、信徒たちを励ましたが、1639年に仙台にあるキリシタンの家にかくまわれていたところを密告され逮捕された。江戸に送られ、すでに棄教していた沢野忠庵（クリストヴァン・フェレイラ）と対面すると逆に彼に信仰に戻るよう薦めた。岐部は激しい拷問を受けても棄教せず、最後は、浅草待乳山聖天近くの明地で穴吊りにされた。そのさなかにも隣で吊られていた信徒を励ましていたため、穴から引き出され、1639年7月4日（旧暦6月4日）に腹を火で炙られ殺された。52歳没。

## 列福
2006年5月7日、ローマ教皇庁列聖省神学審査部会は、ペトロ岐部およびその他の日本における殉教者187名の列福について適当であるという答申を決定した。その後、2007年2月には枢機卿会議でこの答申が了承され、同年6月1日に教皇ベネディクト16世が列福を承認した。2008年11月24日に列福式が長崎市にて行われ、「ペトロ岐部と187殉教者」として福者に列せられた。

## ペトロ岐部の像等
出生の地である大分県国東市国見町岐部には、セッキ神父により作られたペトロ・カスイ岐部記念公園があり、パウロ・ファローニ神父による井上筑後守政重と捕縛されたペトロ・カスイ岐部神父の像、舟越保武によるペトロ・カスイ岐部の像が建てられている。

## ペトロ岐部が登場する作品

### 小説
- 遠藤周作『王国への道』
- 遠藤周作『銃と十字架』
- 松永伍一『旅びと ペトロ岐部の一生』
- 加賀乙彦『殉教者』
- 帚木蓬生『守教』（ペドロ岐部）
- 川越宗一『パシヨン』（岐部渇水）

### 舞台
- 創作舞台『ムジカと生きる』（東アジア文化都市2022大分県 閉幕行事 西洋音楽発祥の地プロジェクト）

### 戯曲
- 遠藤周作『メナム河の日本人』

### 漫画
- 田辺節雄『くにさき漫画偉人伝 ペトロ・カスイ岐部』

## 関連書籍
- 五野井隆史『ペトロ岐部カスイ』教文館、2008年 ISBN 978-4-7642-6431-1
- 五野井隆史『キリシタン信仰史の研究』吉川弘文館、2017年、312－318頁。ISBN 9784642034791 。